# Die Fürsten von Florenz
Die Fürsten von Florenz ist ein Brettspiel für drei bis fünf Personen entwickelt von Wolfgang Kramer und Richard Ulrich.
Es erschien 2000 bei alea (Ravensburger) und in englischer Sprache bei Rio Grande Games.
Die Fürsten von Florenz erreichte im Jahre 2000 beim Deutschen Spielepreis den 3. Platz und 2001 den 1. Platz beim International Gamers Award (USA).
Eine veränderte Neuauflage für zwei bis fünf Spieler erschien 2006 bei Quined Games (Niederlande), welche in den Niederlanden, in Belgien und in Luxemburg von QWG, in Deutschland, Österreich und der Schweiz von Pro Ludo, in Frankreich von Ystari, in Spanien von Excalibur, in Italien von Nexus Editrice und in Polen von Lacerta vertrieben wird. Diese Neuauflage erhielt 2007 den Niederländischen Spielepreis, wurde als Spiele Hit für Experten 2007 in Österreich ausgezeichnet und erhielt den As d’Or – Jeu de l’Année Prix Spécial du Jury 2008.

## Spielausstattung
- 1 Spielplan (mit Erfolgsleiste und Runden-/Mindestwerkzahltabelle)
- 5 Spieltafeln (mit Fürstentum und Ablagemöglichkeiten für die
- verschiedenen Plättchen sowie einer Kurzspielregel)
- 30 Gebäude (je 3× Universität, Laboratorium, Werkstatt, Bibliothek, Oper, Atelier, Hospital, Theater, Turm, Kapelle)
- 18 Landschaften (je 6× Wald, See, Park)
- 12 Freiheiten (rechteckige Kärtchen, je 4× Reise, Religion, Meinung)
- 6 Baumeister (quadratische Plättchen)
- 7 Gaukler (runde Plättchen)
- 60 Spielkarten (21 Personenkarten, 14 Prestigekarten, 20 Bonuskarten, 5 Abwerbekarten)
- Spielgeld (32× 100, 14× 500 und 12× 1.000 Florin)
- 6 Spielfiguren (die schwarze Figur dient als Startspielerfigur)
- 6 Spielsteine (der schwarze Stein dient als Rundenanzeiger)

## Spielablauf
„Die Fürsten von Florenz“ ist ein anspruchsvolles Strategiespiel, bei dem man mit mehreren unterschiedlichen Strategien den Sieg erringen kann. 
Die Spieler schlüpfen in die Rolle der Fürsten von Florenz in Italien, zu Beginn des 16. Jahrhunderts und spielen das Oberhaupt einer der berühmten Adelsfamilien, wie zum Beispiel die Medici oder die Borgia. Als Förderer der Künste und der Wissenschaften errichten die Spieler Gebäude, legen Landschaften an und holen Künstler und Gelehrte in ihr Fürstentum, um die Grundsteine für große Werke zu legen. Diese Werke und einige andere Aktionen bringen Prestigepunkte, die auf einer Erfolgsleiste festgehalten werden. Je eindrucksvoller ein Werk ausfällt, desto mehr Geld/Prestige bringt das Werk dem Spieler ein, in dessen Fürstentum es vollbracht wurde. 
Es gilt während des Spieles zwei sich widersprechende Aktionen in Einklang zu bringen: Zum einen wird Geld benötigt, um weitere Gebäude und Landschaften erwerben zu können, zum anderen wollen Baumeister, Gaukler, Prestige- und Bonuskarten ebenso bezahlt sein, die gleichfalls von großem Nutzen auf dem Weg zum höchsten Ansehen sind. Sieger ist derjenige, der nach sieben Runden die meisten Prestigepunkte besitzt.